# Goleniów-sletten
Goleniów Sletten (polsk: Równina Goleniowska) er en slette på Nordeuropæiske Lavland i det vestlige Polen i zachodniopomorskie voivodskab. 